# José de Lima Siqueira
José de Lima Siqueira (Conceição, 24 de junho de 1907 - Rio de Janeiro, 22 de abril de 1985) foi um compositor, maestro e acadêmico brasileiro fundador de vários institutos de música e arte.

## Biografia
Maestro, compositor e acadêmico brasileiro nascido em Conceição, no Vale do Piancó, alto sertão do Estado da Paraíba, regente e compositor reconhecido em nível internacional, de suma importância como educador, pelo papel de liderança que exerceu no meio musical de sua época e pela participação da criação de várias entidades de classe e culturais, tornando-se uma das grandes figuras da música brasileira no século XX.

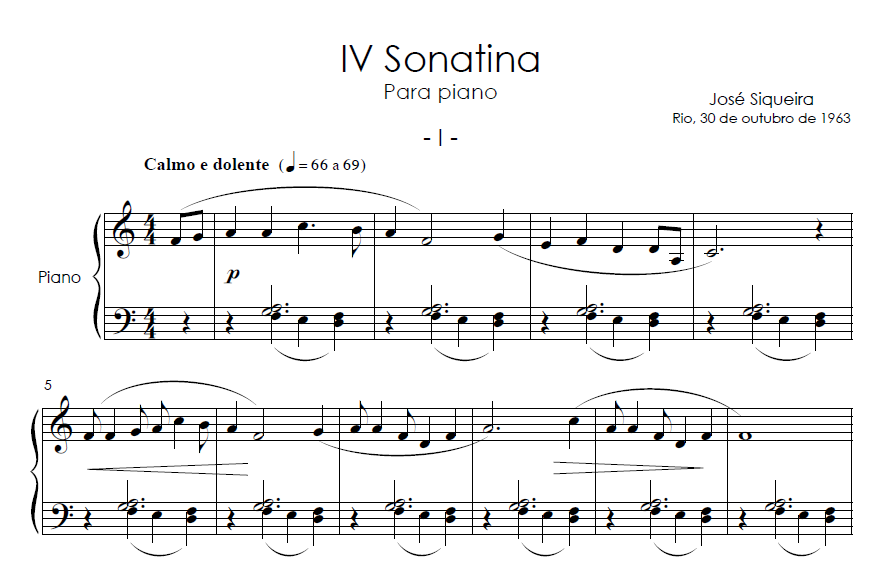
Início da [http://musicabrasilis.org.br/partituras/jose-siqueira-iv-sonatina-para-piano Sonata IV para piano

Filho de um mestre da banda Cordão Encarnado, em sua cidade natal, que lhe ensinou a tocar diversos instrumentos como saxofone e trompete. Durante sua juventude, atuou em bandas de música de várias cidades do interior da Paraíba. Foi para o Rio de Janeiro (1927), então capital da República, como integrante das tropas que tinham sido recrutadas para combater a Coluna Prestes e logo ingressou na Banda Sinfônica da Escola Militar, como trompetista. Estudou (1928-1930) composição com Francisco Braga e Walter Burle-Marx, no antigo Instituto Nacional de Música, e formou-se em Composição e Regência (1933) e iniciou sua brilhante carreira de compositor e regente no Brasil e no exterior, em grandes orquestras dos Estados Unidos, Canadá, França, Portugal, Itália, Holanda, Bélgica e Rússia, entre outros países. 
Regeu nos Estados Unidos grandes orquestras como a Sinfônica de Filadélfia, Detroit, Rochester. Na França regeu a Orchestre Radio-Symphonique, de Paris, e em Roma, a Sinfônica de Roma, entre outras. Foi professor da Escola de Música da Universidade do Brasil, hoje da Universidade Federal do Rio de Janeiro. Fundou a Orquestra Sinfônica Brasileira (1940) e formou-se em Direito (1943). Viajou pelos EUA e Canadá e fundou a Orquestra Sinfônica do Rio de Janeiro (1949), fechada 2 anos depois. Quando esteve em Paris (1953) freqüentou o curso de musicologia da Sorbonne. Oficializou junto ao prefeito Miguel Arraes, a Orquestra Sinfônica do Recife, a mais antiga do país. Idealizou e criou a Ordem dos Músicos do Brasil, assumindo a sua Presidência (1960). Fundou a Orquestra Sinfônica Nacional (1961) e a Orquestra de Câmara do Brasil (1967).
Figura incomparável do mundo cultural brasileiro, foi aposentado (1969) pela ditadura militar por ter relações com o regime comunista. Proibido de lecionar, gravar e reger no Brasil, encontrou abrigo na extinta União Soviética, onde regeu a Orquestra Filarmônica de Moscou e participou como jurado de grandes concursos de música internacionais. Também foi em Moscou que boa parte de sua obra foi editorada e preservada enquanto que no Brasil o governo militar cuidava de alijá-lo .
Deve-se a ele ainda a criação da Orquestra de Câmara do Brasil, Sociedade Artística Internacional, o Clube do Disco e a Ordem dos Músicos do Brasil. Também publicou vários livros didáticos tais como Canto Dado em XIV Lições, Música para a Juventude, em quatro volumes, Sistema Trimodal Brasileiro, Curso de Instrumentação, entre outros.
Faleceu aos 78 anos, na cidade do Rio de Janeiro, no dia 22 de abril de 1985, deixando uma vastíssima obra composta de óperas, cantatas, concertos, oratórios, sinfonias e até a música de câmara, para instrumentos solo e para voz. A cadeira nº 8 da Academia Brasileira de Música, fundada (1945) por Heitor Villa-Lobos, nos moldes da Academia Francesa, foi alocada para ele como co-fundador, depois que o efetivo da Academia se reduziu de 50 para 40 cadeiras.

## Obras principais
Entre as obras de José Siqueira, podem ser destacadas:
- "Senzala" - bailado
- "Uma festa na Roça" - bailado
- "O Carnaval no Recife" - bailado
- "Xangô" - cantata negra[1]
- "Carnaval carioca" - suíte
- "Candomblé" - oratório[1]
- "Sábado" - oratório sobre o poema homônimo Vinícius de Morais
- "Toada" - para cordas
- "Minueto à Antiga" - para piano
- "Dança Frenética" - para piano
- "Duas Canções Nortistas" - para canto e piano
- "Três Cantorias de Cego"  - para piano
- "Concerto para orquestra"
- "Primeira Sinfonia"
- "Segunda Sinfonia"
- "Quinta Sinfonia" (indígena)
- "Leito de folhas verdes" - para orquestra sinfônica
- "3º Concerto para Violino e Orquestra: Paisagem sonora"
- "A Compadecida" - ópera[1]
- Três Estudos para Trombone de Vara